# Alcamo
Alcamo (Àrcamu på sicilianska), fjärde största staden i kommunala konsortiet Trapani, innan 2015 provinsen Trapani, på Sicilien, 5 kilometer från Medelhavet. Alcamo hade 45 273 invånare 2017. Alcamo gränsar till kommunerna Balestrate, Calatafimi Segesta, Camporeale, Castellammare del Golfo, Monreale och Partinico.
Väster om Alcamo ligger ruinerna efter forntidens Segesta.